# C.A. Verrijn Stuart School
De C.A. Verrijn Stuart School was een gemeentelijke school voor Middelbaar economisch en administratief onderwijs in de stad Groningen. Deze werd opgericht in 1963 aan de Turfsingel en verhuisde eind jaren 1980 naar de Diamantlaan.

## Voorgeschiedenis
De teruggang van het handelsdagonderwijs na 1920 kan vooral toegeschreven worden aan de komst van de ULO, die eveneens voorbereidde op economische en administratieve beroepen. Toch was er behoefte aan een aparte school hiervoor en in 1963 werd de gemeentelijke school voor administratie en economie in Groningen opgericht. De  school werd aan de Turfsingel 55 te Groningen gevestigd. Dit pand van 1915 was ontworpen door stadsarchitect Mulock Houwer en deed tot 1936 dienst als Gemeentelijke Kweekschool voor Onderwijzeressen. Het ornament in de gevel had hiermee te maken. Toen in 1968 de mammoetwet van kracht werd, werd de benaming gemeentelijke MEAO Groningen.

## Naamgeving
Op 23 maart 1973 kreeg de school de naam Prof. Dr. C.A. Verrijn Stuart School. Coenraad Alexander Verrijn Stuart was hoogleraar economie aan de Universiteit van Groningen in het begin van de 20ste eeuw. Ter gelegenheid van de nieuwe naamgeving werd de school heropend door een kleinzoon van professor Verrijn Stuart in het bijzijn van inspecteur dhr. Reinders en wethouder Jacques Wallage.

## Nieuwbouw
In de jaren 1980 werd de wens om nieuwbouw geuit. Dit werd mede ingegeven door het feit dat er ook een HAVO afdeling aan de school werd gekoppeld en de school officieel School voor MEAO en HAVO/MBO ging heten. Eind jaren 1980 werd de nieuwbouw aan de Diamantlaan te Groningen een feit. Het pand aan de Turfsingel moest plaats maken voor nieuwbouw van het Provinciehuis en werd afgebroken.

## Fusie
In het kader van de ROC-vorming werd de school in 1996 onderdeel van het Noorderpoortcollege.